# Caunedo
Caunedo (oficialmente en asturiano: Caunéu) es una casería española de la parroquia de Arango, perteneciente al municipio de Pravia, en la comunidad autónoma de Asturias.

## Historia
El lugar perteneció al municipio de Salas hasta el año 1843, fecha en que se incorporó junto con otros lugares al de Pravia. Desde entonces, pertenece a la parroquia de Arango. En 2023, la entidad singular de población de Caunedo tenía empadronados 17 habitantes, todos ellos en el núcleo de población de ese nombre.